# فيل كيلسو
فيل كيلسو (بالإنجليزية: Phil Kelso)‏، من مواليد 1871 في لارجس في اسكتلندا، وتوفي في 1935 في لندن في إنجلترا، مدرب كرة قدم اسكتلندي سابق.
و قد درب نادي آرسنال في عام 1904 وحتى عام 1908، ودرب نادي فولهام منذ 1909 وحتى عام 1924.